# Ułługatag
Ułługatag (ros. Уллугатаг) – wieś w Rosji, w Dagestanie, w rejonie sulejman-stalskim. W 2010 liczyła 636 mieszkańców, głównie Lezginów.